# Seznam premiérů Rumunska
Toto je seznam předsedů vlád Rumunska od vzniku Spojených knížectví Moldávie a Valašska v roce 1859.

## Spojená knížectví (1859–1881)
| Pořadí | Portrét | Jméno (narození–úmrtí)                  | volby   | Nástup do funkce   | Odchod z funkce    | Politická strana         | Vláda            |
| ------ | ------- | --------------------------------------- | ------- | ------------------ | ------------------ | ------------------------ | ---------------- |
| 1      |         | Barbu Catargiu (1807–1862)              | —       | 15. února 1862     | 8. června 1862     |                          | Catargiu         |
| 2      |         | Nicolae Crețulescu (1812–1900)          | —       | 24. června 1862    | 11. října 1863     |                          | Crețulescu I     |
| 3      |         | Mihail Kogălniceanu (1817–1891)         | 1864    | 11. října 1863     | 26. ledna 1865     |                          | Kogălniceanu     |
| 4      |         | Constantin Bosianu (1815–1882)          | —       | 26. ledna 1865     | 14. června 1865    |                          | Bosianu          |
| (2)    |         | Nicolae Crețulescu (1812–1900)          | —       | 14. června 1865    | 11. února 1866     |                          | Crețulescu II    |
| 5      |         | Ion Ghica (1816–1897)                   | 1866 I  | 11. února 1866     | 10. května 1866    |                          | Ghica I          |
| 6      |         | Lascăr Catargiu (1823–1899)             | —       | 11. května 1866    | 13. července 1866  |                          | Catargiu I       |
| (5)    |         | Ion Ghica (1816–1897)                   | 1866 II | 15. července 1866  | 21. února 1867     |                          | Ghica II         |
| 7      |         | Constantin A. Crețulescu (1809–1884)    | —       | 1. března 1867     | 4. srpna 1867      |                          | Crețulescu       |
| 8      |         | Ștefan Golescu (1809–1874)              | 1867    | 26. listopadu 1867 | 12. května 1868    |                          | S. Golescu       |
| 9      |         | Nicolae Golescu (1810–1877)             | 1868    | 1. května 1868     | 15. listopadu 1868 |                          | N. Golescu       |
| 10     |         | Dimitrie Ghica (1816–1897)              | —       | 16. listopadu 1868 | 27. ledna 1870     |                          | Ghica            |
| 11     |         | Alexandru G. Golescu (1819–1881)        | 1869    | 2. února 1870      | 18. dubna 1870     |                          | Golescu          |
| 12     |         | Manolache Costache Epureanu (1823–1880) | —       | 20. dubna 1870     | 14. prosince 1870  |                          | Epureanu I       |
| (5)    |         | Ion Ghica (1816–1897)                   | —       | 18. prosince 1870  | 11. března 1871    |                          | Ghica III        |
| (6)    |         | Lascăr Catargiu (1823–1899)             | —       | 11. března 1871    | 30. března 1876    |                          | Catargiu II      |
| 13     |         | Ion Emanuel Florescu (1819–1893)        | —       | 4. dubna 1876      | 26. dubna 1876     |                          | Florescu I       |
| (12)   |         | Manolache Costache Epureanu (1823–1880) | —       | 6. května 1876     | 5. srpna 1876      | Národní liberální strana | Epureanu II      |
| 14     |         | Ion Brătianu (1821–1891)                | —       | 5. srpna 1876      | 13. března 1881    | Národní liberální strana | I. Brătianu I–II |

## Rumunské království (1881–1947)
| Pořadí | Portrét | Jméno (narození–úmrtí)                   | Volby  | Nástup do funkce   | Odchod z funkce    | Politická strana                    | Vláda                  |
| ------ | ------- | ---------------------------------------- | ------ | ------------------ | ------------------ | ----------------------------------- | ---------------------- |
| 14     |         | Ion Brătianu (1821–1891)                 | —      | 13. března 1881    | 9. dubna 1881      | Národní liberální strana            | I. Brătianu III        |
| 15     |         | Dimitrie Brătianu (1818–1892)            | —      | 10. dubna 1881     | 8. června 1881     | Národní liberální strana            | D. Brătianu            |
| (14)   |         | Ion Brătianu (1821–1891)                 | —      | 9. června 1881     | 20. března 1888    | Národní liberální strana            | I. Brătianu IV         |
| 16     |         | Theodor Rosetti (1837–1923)              | —      | 23. března 1888    | 22. března 1889    | Konzervativní strana                | Rosetti I–II           |
| (6)    |         | Lascăr Catargiu (1823–1899)              | —      | 29. března 1889    | 3. listopadu 1889  | Konzervativní strana                | Catargiu III           |
| 17     |         | Gheorghe Manu (1833–1911)                | —      | 5. listopadu 1889  | 15. února 1891     | Konzervativní strana                | Manu                   |
| (13)   |         | Ion Emanuel Florescu (1819–1893)         | —      | 2. března 1891     | 29. prosince 1891  | Konzervativní strana                | Florescu II            |
| (6)    |         | Lascăr Catargiu (1823–1899)              | 1892   | 29. prosince 1891  | 15. října 1895     | Konzervativní strana                | Catargiu IV            |
| 18     |         | Dimitrie Sturdza (1833–1914)             | —      | 15. října 1895     | 2. prosince 1896   | Národní liberální strana            | Sturdza I              |
| 19     |         | Petre S. Aurelian (1833–1909)            | —      | 2. prosince 1896   | 12. dubna 1897     | Národní liberální strana            | Aurelian               |
| (18)   |         | Dimitrie Sturdza (1833–1914)             | —      | 12. dubna 1897     | 23. dubna 1899     | Národní liberální strana            | Sturdza II             |
| 20     |         | Gheorghe Grigore Cantacuzino (1833–1913) | —      | 23. dubna 1899     | 19. července 1900  | Konzervativní strana                | Cantacuzino I          |
| 21     |         | Petre P. Carp (1837–1919)                | —      | 19. července 1900  | 13. února 1901     | Konzervativní strana                | Carp I                 |
| (18)   |         | Dimitrie Sturdza (1833–1914)             | 1901   | 27. února 1901     | 4. ledna 1906      | Národní liberální strana            | Sturdza III            |
| (20)   |         | Gheorghe Grigore Cantacuzino (1833–1913) | —      | 4. ledna 1906      | 24. března 1907    | Konzervativní strana                | Cantacuzino II         |
| (18)   |         | Dimitrie Sturdza (1833–1914)             | 1907   | 24. března 1907    | 9. ledna 1909      | Národní liberální strana            | Sturdza IV             |
| 22     |         | Ion I. C. Brătianu (1864–1927)           | —      | 9. ledna 1909      | 28. prosince 1910  | Národní liberální strana            | I.I.C. Brătianu I–II   |
| (21)   |         | Petre P. Carp (1837–1919)                | 1911   | 29. prosince 1910  | 28. března 1912    | Konzervativní strana                | Carp II                |
| 23     |         | Titu Maiorescu (1840–1917)               | 1912   | 28. března 1912    | 31. prosince 1913  | Konzervativní strana                | Maiorescu I–II         |
| (22)   |         | Ion I. C. Brătianu (1864–1927)           | 1914   | 4. ledna 1914      | 28. ledna 1918     | Národní liberální strana            | I.I.C. Brătianu III–IV |
| 24     |         | Alexandru Averescu (1859–1938)           | —      | 29. ledna 1918     | 4. března 1918     | armáda                              | Averescu I             |
| 25     |         | Alexandru Marghiloman (1854–1925)        | 1918   | 5. března 1918     | 23. října 1918     | Konzervativní strana                | Marghiloman            |
| 26     |         | Constantin Coandă (1857–1932)            | —      | 24. října 1918     | 29. listopadu 1918 | armáda                              | Coandă                 |
| (22)   |         | Ion I. C. Brătianu (1864–1927)           | —      | 29. listopadu 1918 | 26. září 1919      | Národní liberální strana            | I.I.C. Brătianu V      |
| 27     |         | Artur Văitoianu (1864–1956)              | —      | 27. září 1919      | 30. listopadu 1919 | armáda                              | Văitoianu              |
| 28     |         | Alexandru Vaida-Voevod (1872–1950)       | 1919   | 1. prosince 1919   | 12. března 1920    | Rumunská národní strana             | Vaida-Voevod I         |
| (24)   |         | Alexandru Averescu (1859–1938)           | 1920   | 13. března 1920    | 16. prosince 1921  | Lidová strana                       | Averescu II            |
| 29     |         | Take Ionescu (1858–1922)                 | —      | 17. prosince 1921  | 19. ledna 1922     | Konzervativně-demokratická strana   | Ionescu                |
| (22)   |         | Ion I. C. Brătianu (1864–1927)           | 1922   | 19. ledna 1922     | 29. března 1926    | Národní liberální strana            | I.I.C. Brătianu VI     |
| (24)   |         | Alexandru Averescu (1859–1938)           | 1926   | 30. března 1926    | 4. června 1927     | Lidová strana                       | Averescu III           |
| 30     |         | Barbu Știrbey (1873–1946)                | —      | 4. června 1927     | 20. června 1927    | nestraník                           | Știrbey                |
| (22)   |         | Ion I. C. Brătianu (1864–1927)           | 1927   | 21. června 1927    | 24. listopadu 1927 | Národní liberální strana            | I.I.C. Brătianu VII    |
| 31     |         | Vintilă Brătianu (1867–1930)             | —      | 24. listopadu 1927 | 9. listopadu 1928  | Národní liberální strana            | V. Brătianu            |
| 32     |         | Iuliu Maniu (1873–1953)                  | 1928   | 10. listopadu 1928 | 6. června 1930     | Národní zemědělská strana           | Maniu I                |
| 33     |         | Gheorghe Mironescu (1874–1949)           | —      | 7. června 1930     | 12. června 1930    | Národní zemědělská strana           | Mironescu I            |
| (32)   |         | Iuliu Maniu (1873–1953)                  | —      | 13. června 1930    | 9. října 1930      | Národní zemědělská strana           | Maniu II               |
| (33)   |         | Gheorghe Mironescu (1874–1949)           | —      | 10. října 1930     | 17. dubna 1931     | Národní zemědělská strana           | Mironescu II           |
| 34     |         | Nicolae Iorga (1871–1940)                | 1931   | 18. dubna 1931     | 5. června 1932     | Demokratická nacionalistická strana | Iorga                  |
| (28)   |         | Alexandru Vaida-Voevod (1872–1950)       | 1932   | 6. června 1932     | 19. října 1932     | Národní zemědělská strana           | Vaida-Voevod II–III    |
| (32)   |         | Iuliu Maniu (1873–1953)                  | —      | 20. října 1932     | 13. ledna 1933     | Národní zemědělská strana           | Maniu III              |
| (28)   |         | Alexandru Vaida-Voevod (1872–1950)       | —      | 14. ledna 1933     | 13. listopadu 1933 | Národní zemědělská strana           | Vaida-Voevod IV        |
| 35     |         | Ion Duca (1879–1933)                     | 1933   | 14. listopadu 1933 | 29. prosince 1933  | Národní liberální strana            | Duca                   |
| 36     |         | Gheorghe Tătărescu (1886–1957)           | —      | 4. ledna 1934      | 28. prosince 1937  | Národní liberální strana            | Tătărescu I–II–III–IV  |
| 37     |         | Octavian Goga (1881–1938)                | 1937   | 29. prosince 1937  | 10. února 1938     | Národní křesťanská strana           | Goga                   |
| 38     |         | Miron Cristea (1868–1939)                | —      | 11. února 1938     | 6. března 1939     | nestraník                           | Cristea I–II–III       |
| 39     |         | Armand Călinescu (1893–1939)             | 1939   | 7. března 1939     | 21. září 1939      | Fronta národní obnovy               | Călinescu              |
| 40     |         | Gheorghe Argeșanu (1883–1940)            | —      | 21. září 1939      | 28. září 1939      | armáda                              | Argeșanu               |
| 41     |         | Constantin Argetoianu (1871–1955)        | —      | 28. září 1939      | 23. listopadu 1939 | Fronta národní obnovy               | Argetoianu             |
| (36)   |         | Gheorghe Tătărescu (1886–1957)           | —      | 24. listopadu 1939 | 3. července 1940   | Fronta národní obnovy               | Tătărescu V–VI         |
| 42     |         | Ion Gigurtu (1886–1959)                  | —      | 4. července 1940   | 4. září 1940       | Fronta národní obnovy               | Gigurtu                |
| 43     |         | Ion Antonescu (1882–1946)                | —      | 4. září 1940       | 23. srpna 1944     | armáda                              | Antonescu I–II–III     |
| 44     |         | Constantin Sănătescu (1885–1947)         | —      | 23. srpna 1944     | 5. prosince 1944   | armáda                              | Sănătescu I–II         |
| 45     |         | Nicolae Rădescu (1874–1953)              | —      | 6. prosince 1944   | 28. února 1945     | armáda                              | Rădescu                |
| 46     |         | Petru Groza (1884–1958)                  | — 1946 | 6. března 1945     | 30. prosince 1947  | Strana oráčů                        | Groza I–II             |

## Socialistické Rumunsko (1947–1989)
| Pořadí | Portrét | Jméno (narození–úmrtí)             | Volby          | Nástup do funkce  | Odchod z funkce   | Politická strana             | Vláda                |
| ------ | ------- | ---------------------------------- | -------------- | ----------------- | ----------------- | ---------------------------- | -------------------- |
| 46     |         | Petru Groza (1884–1958)            | — 1948         | 30. prosince 1947 | 2. června 1952    | Strana oráčů                 | Groza III–IV         |
| 47     |         | Gheorghe Gheorghiu-Dej (1901–1965) | — 1952         | 2. června 1952    | 4. října 1955     | Komunistická strana Rumunska | Gheorghiu-Dej I–II   |
| 48     |         | Chivu Stoica (1908–1975)           | — 1957         | 4. října 1955     | 20. března 1961   | Komunistická strana Rumunska | Stoica I–II          |
| 49     |         | Ion Gheorghe Maurer (1902–2000)    | 1961 1965 1969 | 21. března 1961   | 27. února 1974    | Komunistická strana Rumunska | Maurer I–II–III–IV–V |
| 50     |         | Manea Mănescu (1916–2009)          | — 1975         | 27. února 1974    | 30. března 1979   | Komunistická strana Rumunska | Mănescu I–II         |
| 51     |         | Ilie Verdeț (1925–2001)            | — 1980         | 30. března 1979   | 20. května 1982   | Komunistická strana Rumunska | Verdeț I–II          |
| 52     |         | Constantin Dăscălescu (1923–2003)  | — 1985         | 21. května 1982   | 22. prosince 1989 | Komunistická strana Rumunska | Dăscălescu I–II      |

## Rumunská republika (od 1989)
| Pořadí | Portrét | Jméno (narození–úmrtí)           | Volby  | Nástup do funkce   | Odchod z funkce    | Politická strana                                  | Vláda             |
| ------ | ------- | -------------------------------- | ------ | ------------------ | ------------------ | ------------------------------------------------- | ----------------- |
| 53     |         | Petre Roman (* 1946)             | — 1990 | 26. prosince 1989  | 16. října 1991     | Fronta národní spásy                              | Roman I–II–III    |
| 54     |         | Theodor Stolojan (* 1943)        | —      | 16. října 1991     | 19. listopadu 1992 | Fronta národní spásy                              | Stolojan          |
| 55     |         | Nicolae Văcăroiu (* 1943)        | 1992   | 19. listopadu 1992 | 11. prosince 1996  | Sociálně demokratická strana                      | Văcăroiu          |
| 56     |         | Victor Ciorbea (* 1954)          | 1996   | 12. prosince 1996  | 30. března 1998    | Křesťansko-demokratická národní zemědělská strana | Ciorbea           |
| 57     |         | Radu Vasile (1942–2013)          | —      | 17. dubna 1998     | 13. prosince 1999  | Křesťansko-demokratická národní zemědělská strana | Vasile            |
| 58     |         | Mugur Isărescu (* 1949)          | —      | 22. prosince 1999  | 28. prosince 2000  | nestraník                                         | Isărescu          |
| 59     |         | Adrian Năstase (* 1950)          | 2000   | 28. prosince 2000  | 21. prosince 2004  | Sociálně demokratická strana                      | Năstase           |
| 60     |         | Călin Popescu-Tăriceanu (* 1952) | 2004   | 29. prosince 2004  | 22. prosince 2008  | Národně liberální strana                          | Tăriceanu I–II    |
| 61     |         | Emil Boc (* 1966)                | 2008   | 22. prosince 2008  | 6. února 2012      | Demokraticko-liberální strana                     | Boc I–II          |
| 62     |         | Mihai Răzvan Ungureanu (* 1968)  | —      | 9. února 2012      | 7. května 2012     | nestraník                                         | Ungureanu         |
| 63     |         | Victor Ponta (* 1972)            | — 2012 | 7. května 2012     | 5. listopadu 2015  | Sociálně demokratická strana                      | Ponta I–II–III–IV |
| 64     |         | Dacian Cioloș (* 1969)           | —      | 17. listopadu 2015 | 4. ledna 2017      | nestraník                                         | Cioloș            |
| 65     |         | Sorin Grindeanu (* 1973)         | 2016   | 4. ledna 2017      | 29. června 2017    | Sociálně demokratická strana                      | Grindeanu         |
| 66     |         | Mihai Tudose (* 1967)            | —      | 29. června 2017    | 16. ledna 2018     | Sociálně demokratická strana                      | Tudose            |
| 67     |         | Viorica Dancilaová (* 1963)      | —      | 29. ledna 2018     | 4. listopadu 2019  | Sociálně demokratická strana                      | Dăncilă           |
| 68     |         | Ludovic Orban (* 1963)           | —      | 4. listopadu 2019  | 7. prosince 2020   | Národně liberální strana                          | Orban I–II        |
| 69     |         | Florin Cîțu (* 1972)             | 2020   | 23. prosince 2020  | 25. listopadu 2021 | Národně liberální strana                          | Cîțu              |
| 70     |         | Nicolae Ciucă (* 1967)           | —      | 25. listopadu 2021 | 12. června 2023    | Národně liberální strana                          | Ciucă             |
| 71     |         | Marcel Ciolacu (* 1967)          | 2024   | 15. června 2023    | 6. května 2025     | Sociálně demokratická strana                      | Ciolacu           |
| 72     |         | Ilie Bolojan (* 1969)            | —      | 23. června 2025    | úřadující          | Národně liberální strana                          | Bolojan           |